# DHRS4L2
DHRS4L2 (англ. Dehydrogenase/reductase 4 like 2) – білок, який кодується однойменним геном, розташованим у людей на 14-й хромосомі. Довжина поліпептидного ланцюга білка становить 230 амінокислот, а молекулярна маса — 24 586.
| 10         |  | 20         |  | 30         |  | 40         |  | 50         |
| ---------- |  | ---------- |  | ---------- |  | ---------- |  | ---------- |
| MARLLGLCAW |  | ARKSVRLASS |  | RMTRRDPLTN |  | KVALVTASTD |  | GIGFAIARRL |
| AQDRAHVVVS |  | SRKQQNVDQA |  | VATLQGEGLS |  | VTGTVCHVGK |  | AEDRERLVAM |
| AVKLHGGIDI |  | LVSNAAVNPF |  | FGSLMDVTEE |  | VWDKTLDINV |  | KAPALMTKAV |
| VPEMEKRGGG |  | SVVIVSSIAA |  | FSPSPGFSPY |  | NVSKTALLGL |  | NNTLAIELAP |
| RNIRVNCLHL |  | DLSRLASAGC |  | SGWTRKKRKA |  |            |  |            |

A: Аланін

C: Цистеїн

D: Аспарагінова кислота

E: Глутамінова кислота

F: Фенілаланін

G: Гліцин

H: Гістидин

I: Ізолейцин

K: Лізин

L: Лейцин

M: Метіонін

N: Аспарагін

P: Пролін

Q: Глутамін

R: Аргінін

S: Серин

T: Треонін

V: Валін

W: Триптофан

Кодований геном білок за функцією належить до оксидоредуктаз. 
Задіяний у такому біологічному процесі, як альтернативний сплайсинг. 
Білок має сайт для зв'язування з НАДФ. 
Секретований назовні.